# British Hockey League 1989/90
Die Saison 1989/90 war die achte Spielzeit der British Hockey League, der höchsten britischen Eishockeyspielklasse. Meister wurden die Cardiff Devils.

## Modus
In der Hauptrunde absolvierte jede der neun Mannschaften insgesamt 32 Spiele. Der Erstplatzierte der Hauptrunde wurde Meister. Für einen Sieg erhielt jede Mannschaft zwei Punkte, für ein Unentschieden einen Punkt und für eine Niederlage null Punkte.

## Hauptrunde

### Tabelle
|    | Klub                 | Sp | S  | U | N  | Tore    | Punkte |
| -- | -------------------- | -- | -- | - | -- | ------- | ------ |
| 1. | Cardiff Devils       | 32 | 28 | 1 | 3  | 304:146 | 57     |
| 2. | Murrayfield Racers   | 32 | 23 | 3 | 6  | 273:169 | 49     |
| 3. | Durham Wasps         | 32 | 20 | 2 | 10 | 261:209 | 42     |
| 4. | Solihull Barons      | 32 | 16 | 1 | 15 | 218:209 | 33     |
| 5. | Fife Flyers          | 32 | 14 | 3 | 15 | 226:264 | 31     |
| 6. | Nottingham Panthers  | 32 | 12 | 2 | 18 | 183:185 | 26     |
| 7. | Ayr Raiders          | 32 | 9  | 4 | 19 | 181:229 | 22     |
| 8. | Peterborough Pirates | 32 | 7  | 0 | 25 | 174:281 | 14     |
| 9. | Whitley Warriors     | 32 | 6  | 2 | 24 | 202:330 | 14     |

Sp = Spiele, S = Siege, U = Unentschieden, N = Niederlagen